# Olivier Romain
Olivier Romain, né le 15 mars 1988, à Versailles, dans les Yvelines, est un joueur français de basket-ball. Il évolue au poste de meneur.

## Biographie
Le 31 mai 2011, il prolonge son contrat d'une saison avec Saint-Quentin.
Le 27 mai 2012, il prolonge son contrat d'un an et une année optionnelle avec Saint-Quentin.
Le 28 décembre 2012, il trouve un accord de principe pour une prolongation de contrat. Le 1er février 2013, il prolonge officiellement son contrat avec Saint-Quentin jusqu'en 2014.
À la fin de la saison 2013-2014, il est élu meilleure progression du championnat de Pro B.

## Palmarès

### Sélection nationale
- Champion d'Europe des 16 ans et moins 2004
- Champion d'Europe de basket-ball des 18 ans et moins 2006
- Médaille de Bronze au Championnat du Monde des 19 ans et moins 2007
- Champion de France de Nationale 1 2012

### Distinction personnelle
- Meilleure progression de Pro B saison 2013-2014[6].